# Sigoulès
Sigoulès [siɡulɛs] est une ancienne commune française située dans le département de la Dordogne, en région Nouvelle-Aquitaine. De 1817 à 2015, la commune était le chef-lieu du canton de Sigoulès.
Au 1er janvier 2019, elle est intégrée  à la commune nouvelle de Sigoulès-et-Flaugeac en tant que commune déléguée.

## Géographie

### Généralités

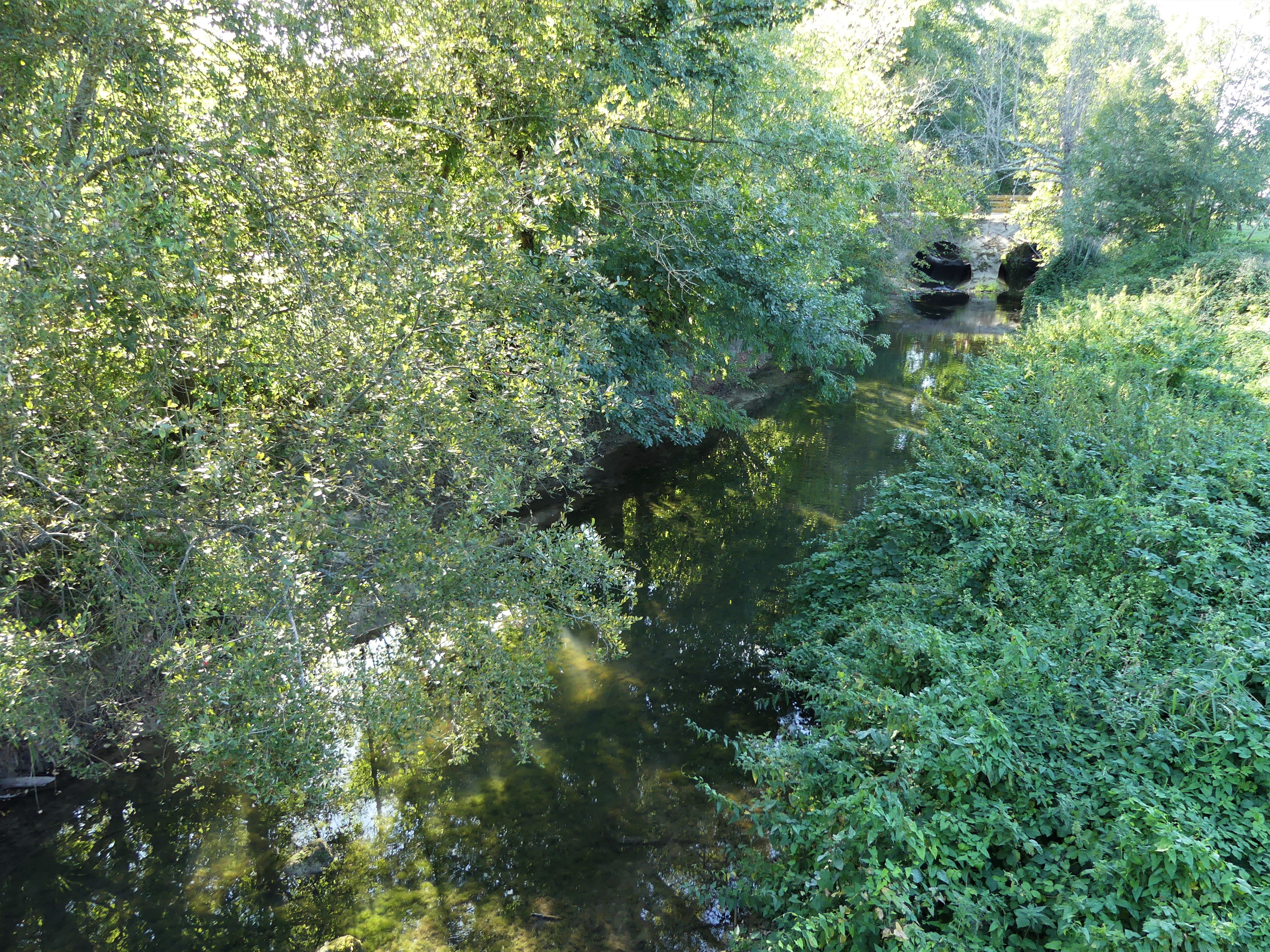
La Gardonnette en limite de Sigoulès (à gauche) et Pomport (en rive opposée).

Située en Bergeracois, dans le quart sud-ouest du département de la Dordogne et dans l'aire d'attraction de Bergerac, la commune déléguée de Sigoulès s'étend sur 10,86 km2. Représentant la partie occidentale de la commune nouvelle de Sigoulès-et-Flaugeac, elle est bordée au nord par un affluent de la Dordogne, la Gardonnette, et arrosée par son affluent la Mescoulette.
L'altitude minimale avec 51 mètres se trouve localisée à l'extrême nord-ouest, près du lieu-dit le Tuquet, là où la Gardonnette quitte la commune et sert de limite entre les territoires de Cunèges et Pomport. L'altitude maximale avec 157 mètres est située à l'ouest, au Pey du Bournat. Sur le plan géologique, le sol se compose principalement de calcaire et de molasse éocènes et oligocènes, hormis la vallée de la Gardonnette recouverte d'alluvions pléistocènes.
En rive gauche de la Mescoulette et à l'intersection des routes départementales 15, 15E et 17, le bourg de Sigoulès se situe en distances orthodromiques, dix kilomètres au nord d'Eymet et onze kilomètres au sud-ouest de Bergerac.
La principale voie d'accès, deux kilomètres à l'est du bourg, est la route départementale 933 (l'ancienne route nationale 133, l'axe Bergerac-Marmande).

### Communes limitrophes

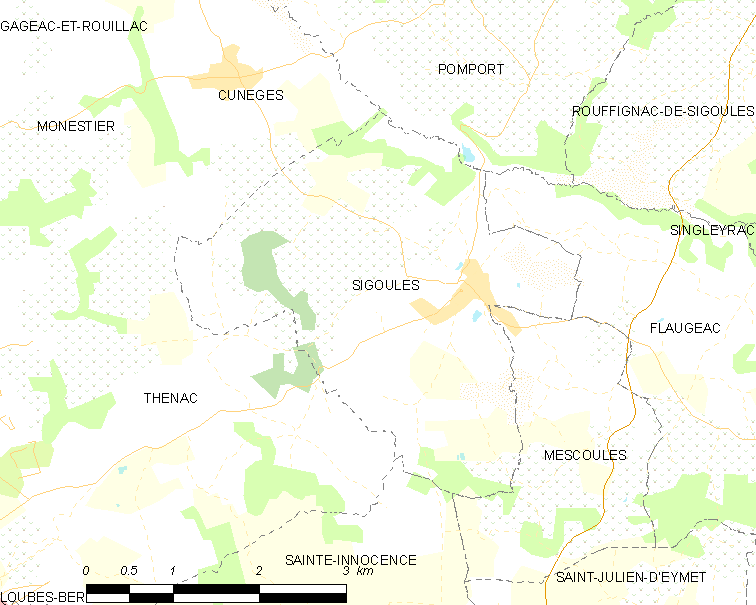
Carte de Sigoulès et des communes avoisinantes en 2018.

En 2018, année précédant la création de la commune nouvelle de Sigoulès-et-Flaugeac, Sigoulès était limitrophe de six autres communes. Au nord-ouest, la commune de Monestier était distante de moins de 500 mètres.
| Cunèges | Pomport          |           |
| Thénac  | Sigoulès         | Flaugeac  |
|         | Sainte-Innocence | Mescoules |

## Urbanisme

### Villages, hameaux et lieux-dits
Outre le bourg de Sigoulès proprement dit, le territoire se compose d'autres villages ou hameaux, ainsi que de lieux-dits :
- le Bicoty
- le Blazy
- la Boissière
- la Borie
- la Briaude
- le Caillauda
- Font de la May
- la Font de l'Ourme
- la Font du Roc
- le Fougayral
- le Garonnat
- Grande Besage
- Lespinasse
- Lestignac
- le Mautain
- le Mayne
- le Paysse
- Pertus
- Pey du Bournat
- le Peyretou
- les Poujailles
- les Renardières
- le Roby
- zone d'activités du Roc de la Peyre
- les Terrasses
- le Tuquet.

## Toponymie

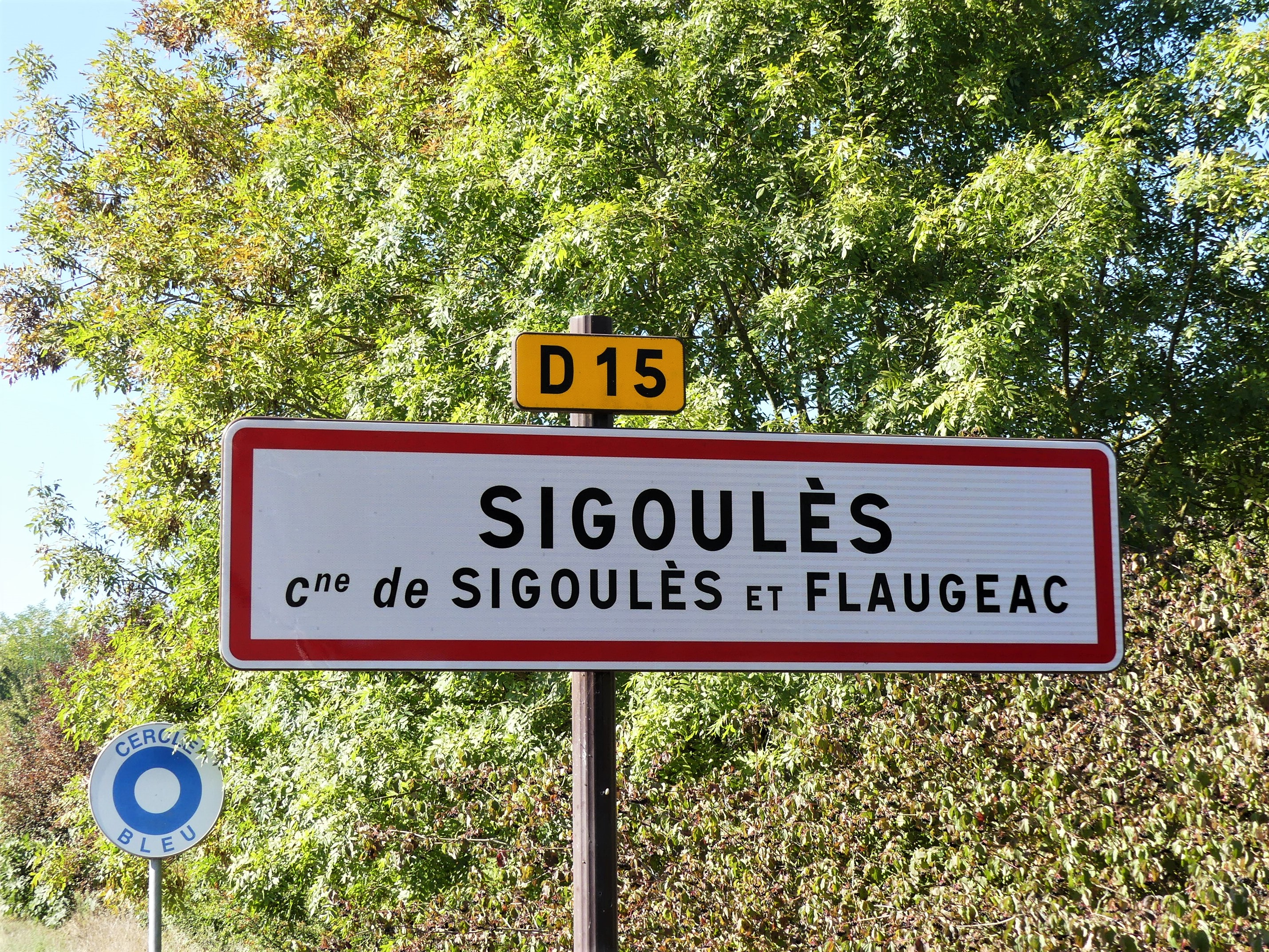
Panneau d'entrée au bourg de Sigoulès.

Le nom de Sigoulès apparait d'abord sous la graphie Sigolès à une date indéterminée, avant d'être notée Le Sigoullès en 1650 dans un acte notarié. Ce nom, probablement en rapport avec le seigle pourrait correspondre à un terrain pauvre, propice à la culture du seigle. Sur la carte de Cassini représentant la France entre 1756 et 1789, on trouve les graphies le Sigoules et l'Estignac.
En occitan, la commune porte le nom de Lo Sigolés.

## Histoire
Au lieu-dit Pertus a été créée vers 1284 la bastide anglaise de Beaulieu, qui ne s'est pas développée. En 1829, la commune de Lestignac fusionne avec Sigoulès, qui à l'origine était un hameau de Lestignac.
Le 6 novembre 2018, la commune nouvelle de Sigoulès-et-Flaugeac résultant de la fusion de la commune avec Flaugeac est créée pour une prise d'effet au 1er janvier 2019.

## Politique et administration

### Rattachements administratifs
Dès 1790, la commune de Sigoulès est rattachée au canton de Cunèges qui dépend du district de Bergerac jusqu'en 1795, date de suppression des districts. En 1801, le canton est rattaché à l'arrondissement de Bergerac. Le chef-lieu du canton étant transféré de Cunèges à Sigoulès en 1817, le canton se nomme alors canton de Sigoulès.
Dans le cadre de la réforme de 2014 définie par le décret du 21 février 2014, ce canton disparaît aux élections départementales de mars 2015. La commune est alors rattachée au canton du Sud-Bergeracois, dont le bureau centralisateur se trouve à Eymet.

### Intercommunalité
Fin 2003, Sigoulès intègre dès sa création la communauté de communes des Coteaux de Sigoulès dont elle est le siège. Celle-ci fusionne avec l'ancienne communauté d'agglomération bergeracoise au 1er janvier 2017 pour former la nouvelle communauté d'agglomération bergeracoise.

### Administration municipale
La population de la commune étant comprise entre 500 et 1 499 habitants au recensement de 2011, quinze conseillers municipaux ont été élus en 2014,. Ceux-ci sont membres d'office du  conseil municipal de la commune nouvelle de Sigoulès-et-Flaugeac, jusqu'au renouvellement des conseils municipaux français de 2020.

### Liste des maires puis des maires délégués

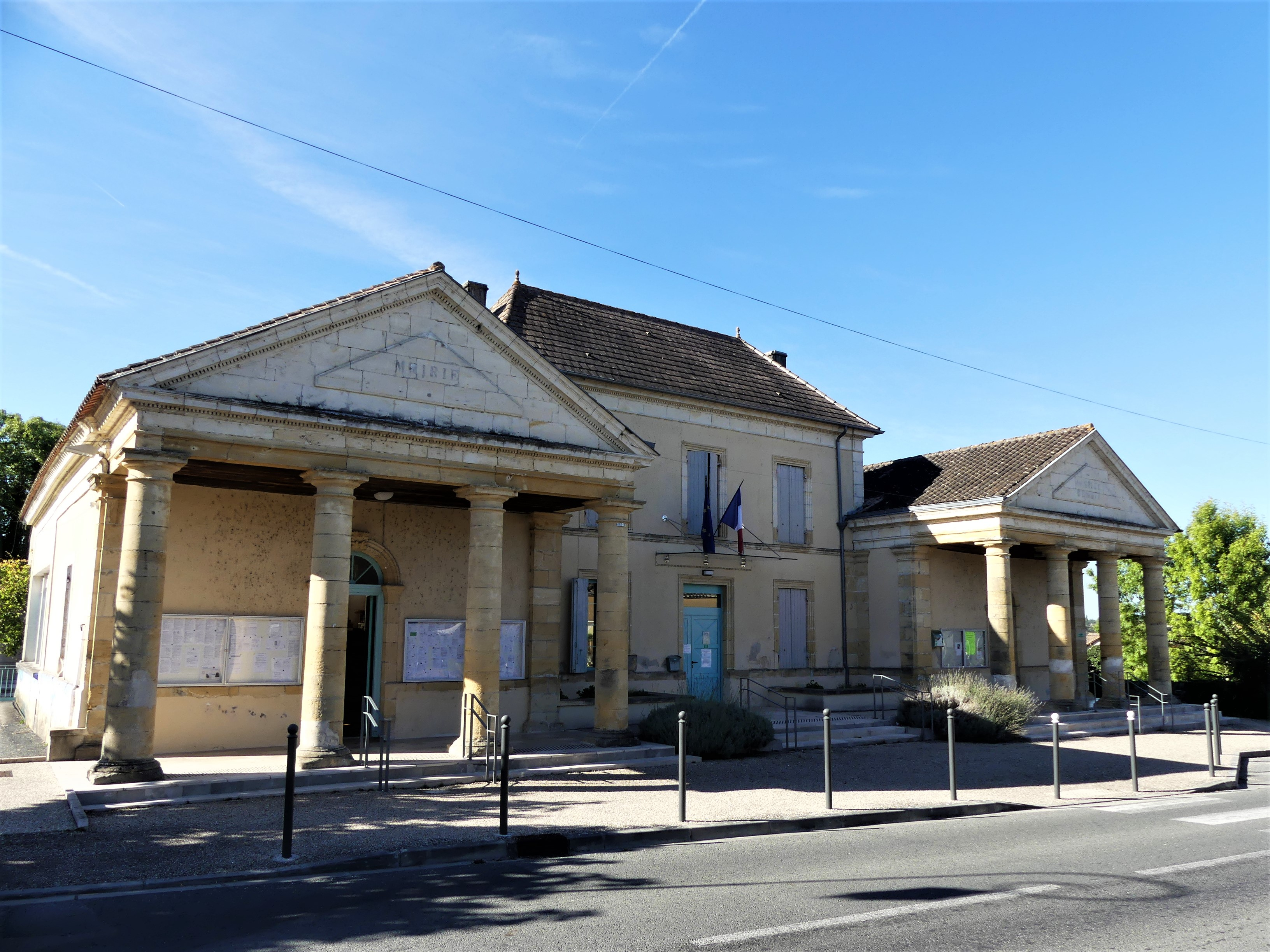
La mairie de Sigoulès-et-Flaugeac (ancienne mairie de Sigoulès).

| Période                                  | Période                   | Identité              | Étiquette | Qualité                                              |
| ---------------------------------------- | ------------------------- | --------------------- | --------- | ---------------------------------------------------- |
| Les données manquantes sont à compléter. |                           |                       |           |                                                      |
|                                          |                           |                       |           |                                                      |
| ?                                        | 1943 (démission d'office) | Noël Quennesson       | Radical   | Conseiller général du canton de Sigoulès (1933-1934) |
|                                          |                           |                       |           |                                                      |
| 1985                                     | février 2013              | Jean-François Magnol, | SE        | Chef d'agence                                        |
| février 2013                             | décembre 2018             | Patrick Consoli       |           |                                                      |

| Période      | Période  | Identité        | Étiquette | Qualité                              |
| ------------ | -------- | --------------- | --------- | ------------------------------------ |
| janvier 2019 | mai 2020 | Patrick Consoli |           | Ancien maire de Sigoulès (2013-2018) |

## Population et société

### Démographie
Les habitants de Sigoulès se nomment les Sigoulésiens.

#### Démographie de Lestignac
Jusqu'en 1829, la commune de Lestignac était indépendante. À cette date, elle fusionne avec Sigoulès.
| 1793 | 1800 | 1806 | 1821 |
| ---- | ---- | ---- | ---- |
| 261  | 205  | 239  | 222  |

#### Démographie de Sigoulès
En 2017, dernière année pour laquelle l'Insee a fourni un recensement, Sigoulès comptait 900 habitants. À partir du XXIe siècle, les recensements des communes de moins de 10 000 habitants ont lieu tous les cinq ans (2008, 2013 pour Sigoulès). Depuis 2006, les autres dates correspondent à des estimations légales.
Bien que Sigoulès ait été indépendante jusqu'en 2018, l'Insee n'a pas fourni de chiffres pour la commune au 1er janvier 2018, indiquant seulement le nombre d'habitants total de Sigoulès-et-Flaugeac.
| 1793 | 1800 | 1806 | 1821 | 1831 | 1836 | 1841 | 1846 | 1851 |
| ---- | ---- | ---- | ---- | ---- | ---- | ---- | ---- | ---- |
| 484  | 397  | 505  | 491  | 834  | 771  | 718  | 699  | 716  |

| 1856 | 1861 | 1866 | 1872 | 1876 | 1881 | 1886 | 1891 | 1896 |
| ---- | ---- | ---- | ---- | ---- | ---- | ---- | ---- | ---- |
| 712  | 719  | 698  | 725  | 784  | 764  | 686  | 655  | 662  |

| 1901 | 1906 | 1911 | 1921 | 1926 | 1931 | 1936 | 1946 | 1954 |
| ---- | ---- | ---- | ---- | ---- | ---- | ---- | ---- | ---- |
| 668  | 665  | 665  | 629  | 628  | 625  | 616  | 556  | 583  |

| 1962 | 1968 | 1975 | 1982 | 1990 | 1999 | 2006 | 2008 | 2013 |
| ---- | ---- | ---- | ---- | ---- | ---- | ---- | ---- | ---- |
| 571  | 616  | 600  | 574  | 603  | 694  | 789  | 812  | 944  |

| 2017 | - | - | - | - | - | - | - | - |
| ---- | - | - | - | - | - | - | - | - |
| 900  | - | - | - | - | - | - | - | - |

### Manifestations culturelles et festivités
Foire aux vins tous les ans sur un week-end en juillet depuis 1976 (47e édition en 2024).

### Sports
- En octobre ou novembre, le « cross du Cluzeau » auquel participent les collégiens et lycéens de l'ensemble scolaire du Cluzeau (35e édition en 2023)[24].

## Économie

### Emploi
En 2015, parmi la population communale comprise entre 15 et 64 ans, les actifs représentent 383 personnes, soit 40,3 % de la population municipale. Le nombre de chômeurs (soixante-huit) a augmenté par rapport à 2010 (cinquante) et le taux de chômage de cette population active s'établit à 17,7 %.

### Établissements
Au 31 décembre 2015, la commune compte 129 établissements, dont soixante-cinq au niveau des commerces, transports ou services, vingt-trois relatifs au secteur administratif, à l'enseignement, à la santé ou à l'action sociale, dix-huit dans la construction, treize dans l'agriculture, la sylviculture ou la pêche, et dix dans l'industrie.

### Entreprises
Dans le secteur agroalimentaire, parmi les entreprises ayant leur siège social en Dordogne, la société « Edmond de la Closerie » (préparation industrielle de produits à base de viande), implantée à Sigoulès, se classe 40e avec 1 957 k€, quant au chiffre d'affaires hors taxes en 2015-2016.

## Culture locale et patrimoine

### Lieux et monuments
- Château de la Baissière[29].
- Manoir du Clusel du XVIIIe siècle[30].
- Pigeonnier du Bicoty.
- Église Saint-Jacques-le-Majeur[31] de Sigoulès, romane remaniée au XVe siècle, avec un clocher fortifié[9].
- L'église Saint-Michel de Lestignac des XIIIe et XVe siècles et son cimetière sont inscrits au titre des  monuments historiques depuis le 1er février 1988[32]. Son portail du XVIe siècle est surmonté d'un clocher-mur fortifié[9].

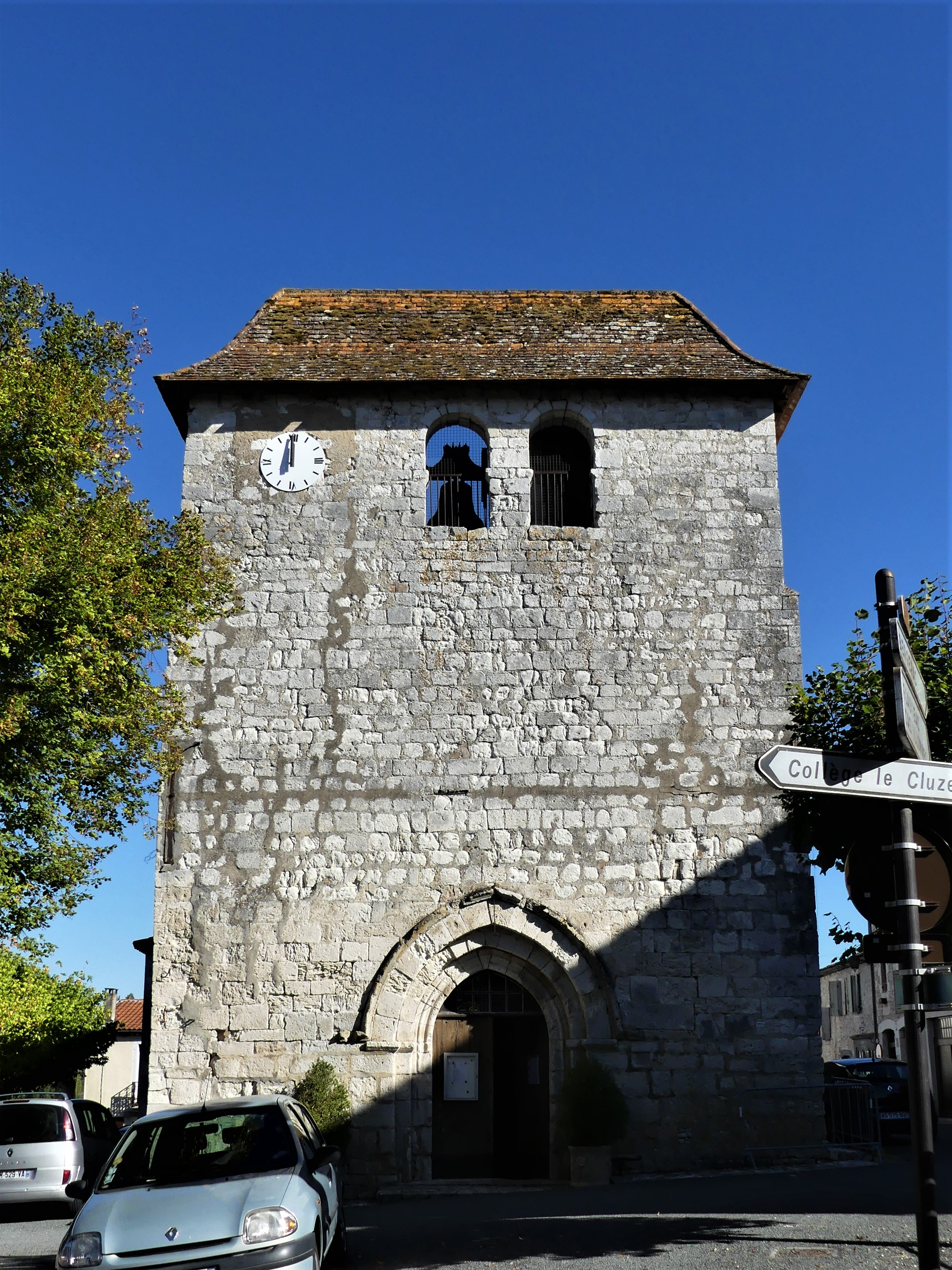
Le clocher de l'église Saint-Jacques-le-Majeur.
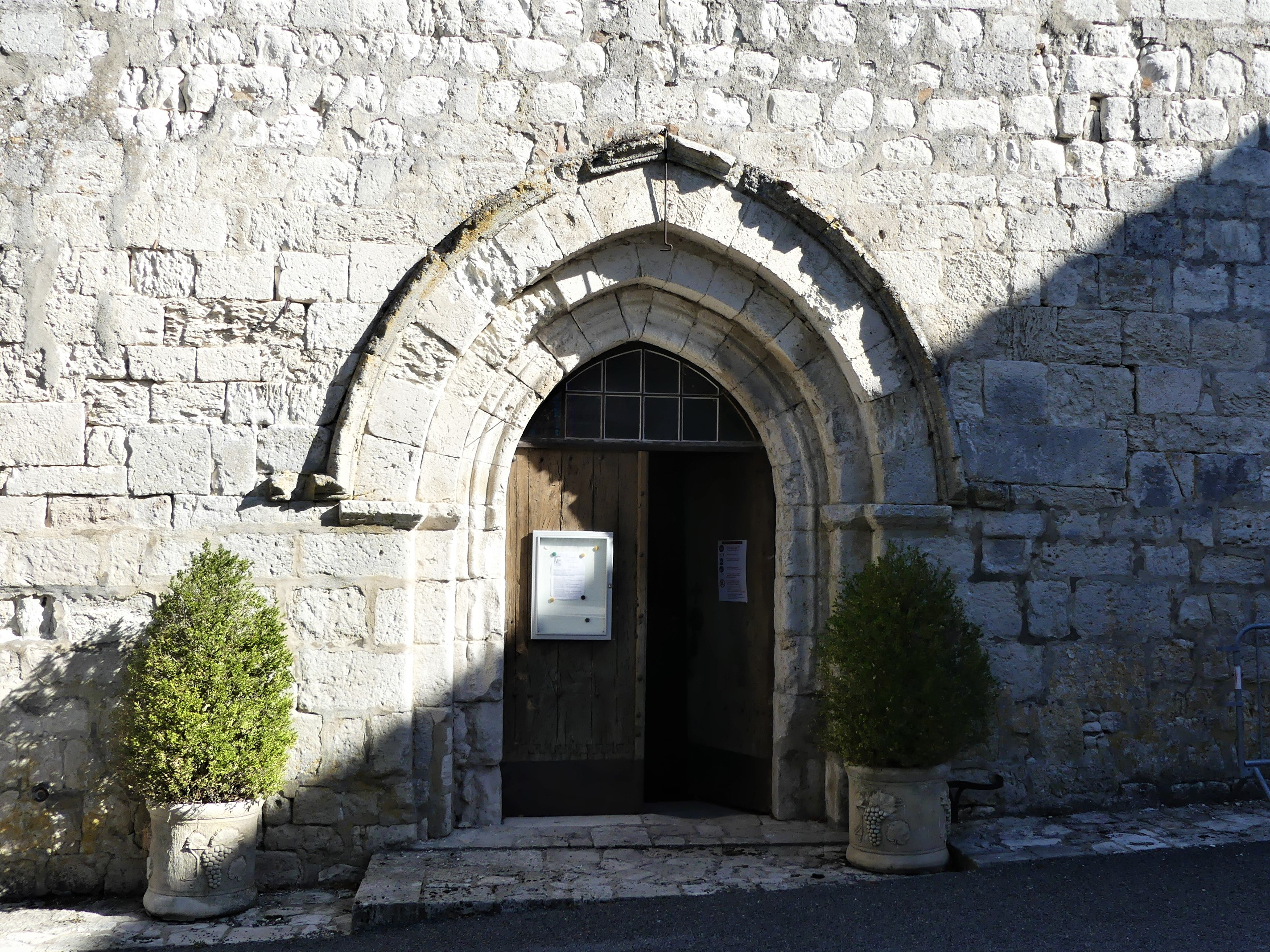
Son portail.
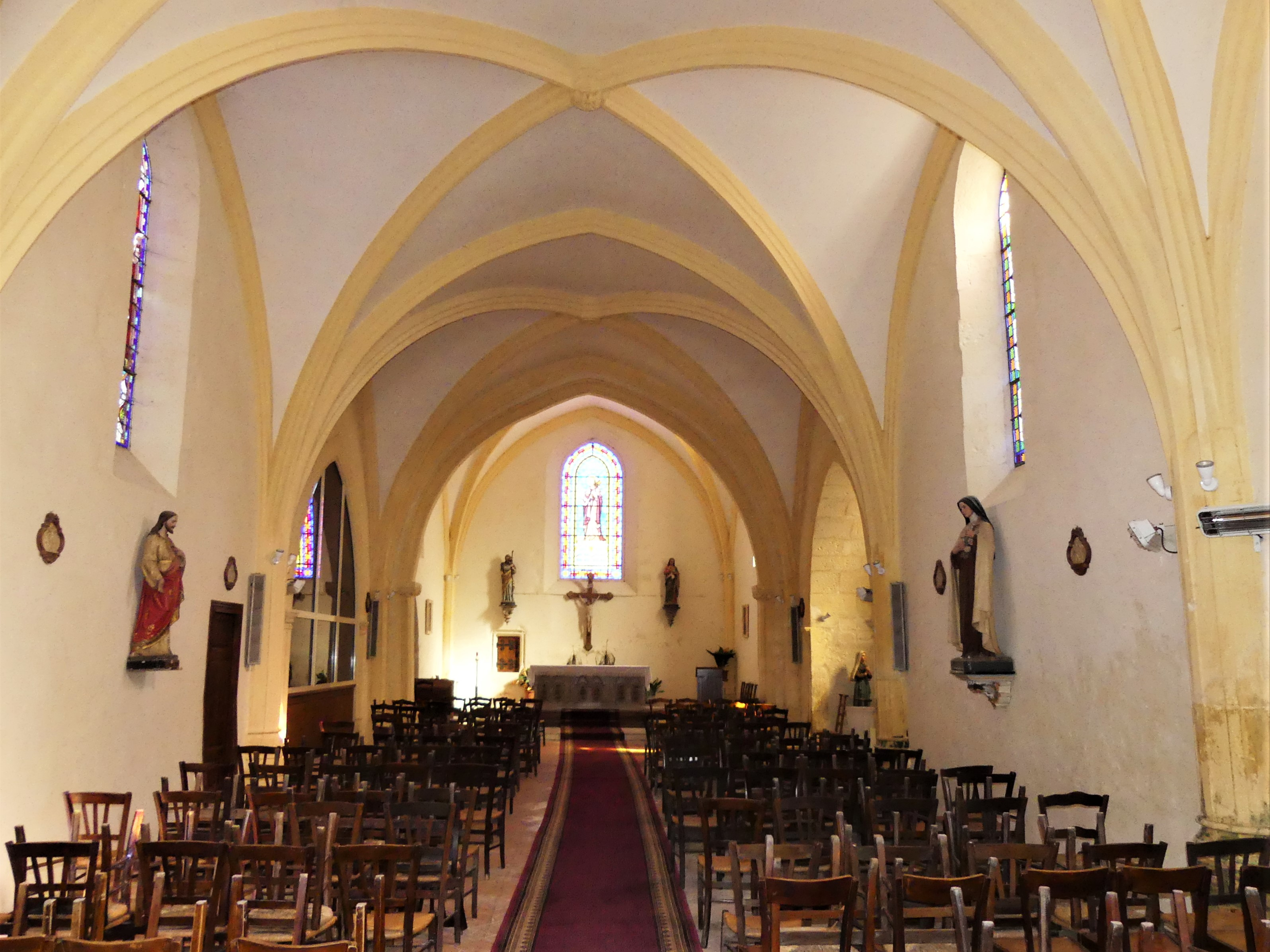
Sa nef.
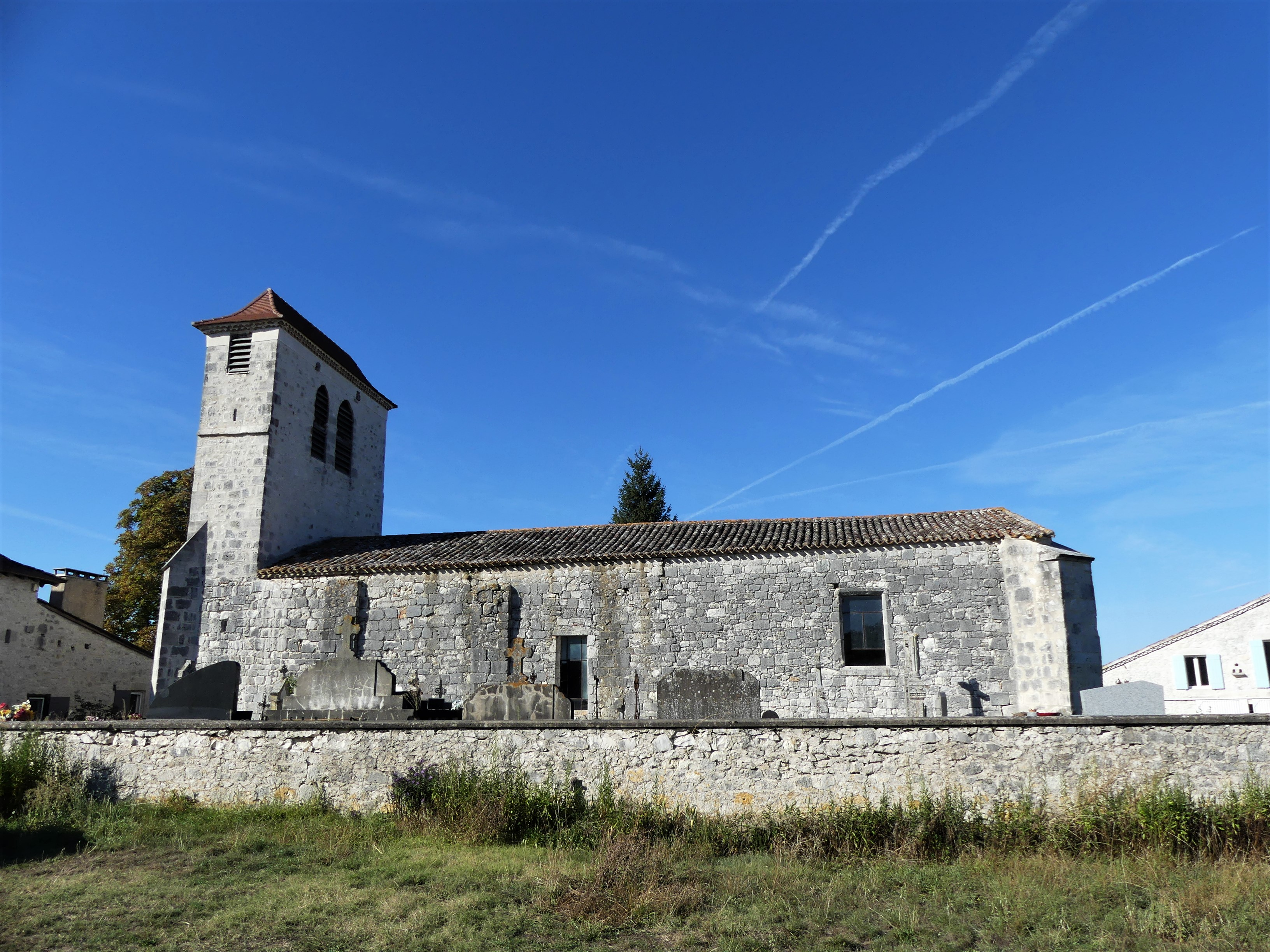
L'église Saint-Michel de Lestignac.
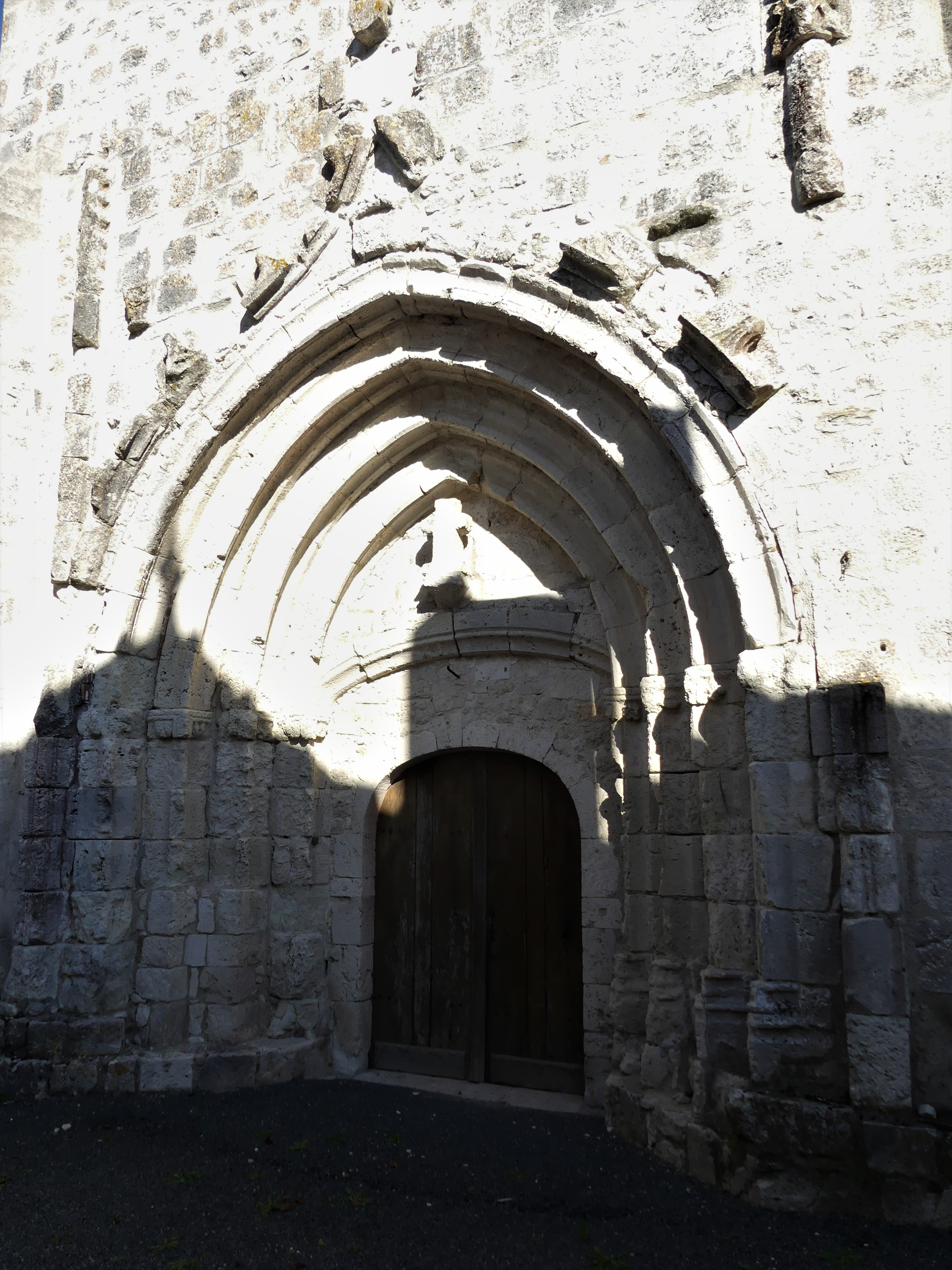
Son portail.
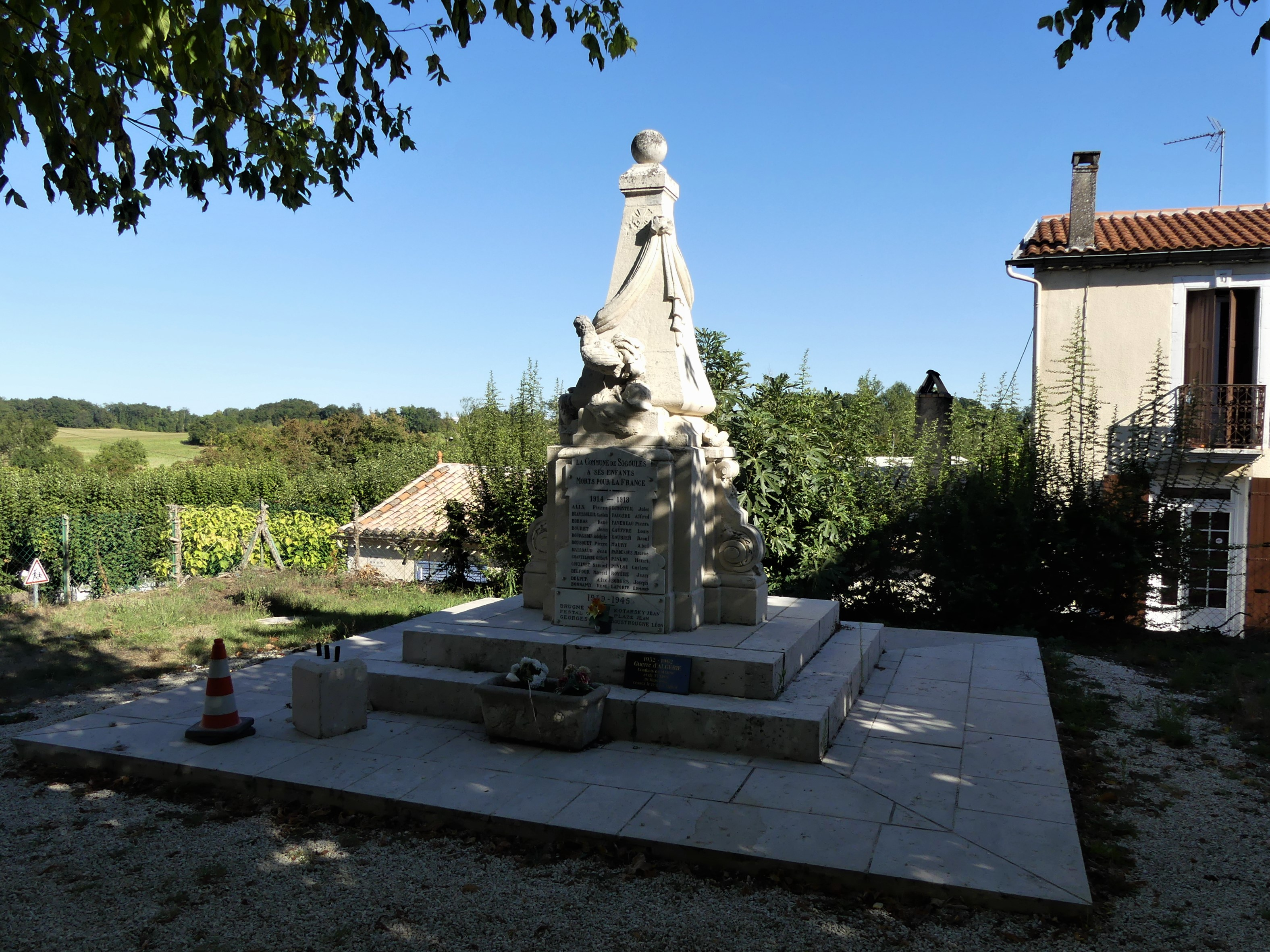
Le monument aux morts.

### Patrimoine naturel
Au nord, la Gardonnette borde le territoire communal sur environ deux kilomètres. En aval du lieu-dit le Moulinot, le cours d'eau et sa rive gauche font partie d'une zone naturelle d'intérêt écologique, faunistique et floristique (ZNIEFF) de type I où pousse une plante rare, la fritillaire pintade, (Fritillaria meleagris) et fréquentée par trois espèces de chauves-souris : le Grand murin (Myotis myotis), le Minioptère de Schreibers (Miniopterus schreibersii) et le Rhinolophe euryale (Rhinolophus euryale),.

### Héraldique
Pour un article plus général, voir Armorial des communes de la Dordogne.
| Blason de Sigoulès | Blason  | Parti, au 1) d'or à une grappe de raisin de gueules pamprée au naturel, au 2) de gueules à un dragon volant d'or mis en pal ; à un demi-soleil de six rais non figuré de sable mouvant du chef et brochant sur la partition. |
| Blason de Sigoulès | Détails | Adopté en 2005. |